# 부지영
부지영(1971년 9월 16일 ~ )은 대한민국의 영화 감독이자 각본가이다. 1997년, 단편영화 《불똥》으로 감독 데뷔하였고, 2008년 영화 《지금, 이대로가 좋아요》로 첫 장편영화를 감독하였다. 2014년 감독한 영화 《카트》로 주목 받았다. 본관은 제주이다.
남편은 《그때 그 사람들》, 《바람난 가족》 등에 참여한 영화 촬영 감독 김우형이다.

## 생애와 경력
부지영은 1971년 제주도에서 태어났다. 어린 시절 아버지가 돌아가셨고 홀어머니와 함께 자랐다. 고등학교까지 제주도에서 마쳤고, 서울에 상경하여 이화여자대학교에 입학했다. 졸업 후 1년 만에 우연한 계기로 영화 홍보 일을 하게 되었고, 영화에 흥미를 느껴 이후 2000년 한국영화아카데미에 입학했다.
16mm 단편영화 〈눈물〉을 제작, 출품해 2002년 대구단편영화제에서 특별상을 수상했고 2003년에는 제주트멍영화제 초청작으로 선정되기도 했다. 홍상수 감독의 《오! 수정》에서 연출부 일을 맡고, 이재용 감독의 《스캔들-조선남녀상열지사》에서 스크립터 일을 하며 장편영화 제작 경력을 쌓았다.
첫 장편영화인 《지금, 이대로가 좋아요》는 2009년 4월 개봉하였다. 공효진과 신민아가 자매 역으로 출연한 이 영화는 80% 이상 분량을 부 감독의 출신지인 제주도에서 촬영했다. 부지영 감독은 친언니와 여행 중 영화 내용을 구상했다고 하며, "여성성의 섬 제주도, 가부장적 권위에 짓눌리지 않는 제주도 여자의 진취적인 이미지를 담고 싶었다"고 밝혔다.

## 학력
- 제주신성여자고등학교
- 이화여자대학교 교육심리학 학사
- 한국영화아카데미 17기

## 필모그래피
- 1997년 《불똥》 (각본, 연출, 편집)
- 2000년 《오! 수정》 (연출부)
- 2000년 《김옹의 시험》 (각본, 연출, 미술, 편집)
- 2001년 《싸게 사는 법》 (각본, 연출, 편집)
- 2002년 《눈물》 (각본, 연출, 편집)
- 2003년 《스캔들: 조선남녀상열지사》 (스크립터)
- 2008년 《지금, 이대로가 좋아요》 (각본, 연출)
- 2011년 《시선 너머》중 <니마> (각본, 연출, 편집)
- 2011년 《애정만세》중 <산정호수의 맛> (각본, 연출, 편집)
- 2012년 《나 나 나: 여배우 민낯 프로젝트》 (편집, 총연출)
- 2014년 《카트》 (각색, 연출)
- 2019년 《우리 지금 만나 - 여보세요》 (각본, 연출)

## 수상
- 1997년 금관영화제 장려상
- 2001년 제2회 대구단편영화제 우수상
- 2002년 제3회 대구단편영화제 특별상
- 2009년 올해의 여성영화인상 연출시나리오 부문
- 2015년 35회 한국영화평론가협회상 10대영화상 수상